# کالین فیتز زندگی می‌کند!
کالین فیتز زندگی می‌کند! (به انگلیسی: Colin Fitz Lives!) فیلمی محصول سال ۱۹۹۷ و به کارگردانی روبرت بلا است. در این فیلم بازیگرانی همچون جان کریستوفر مک‌گینلی، مت مک‌گراث، ویلیام اچ میسی، اندی فول، جولیان فیلیپس، مارتا پلیمپتن، ماری مک‌کورمک، کریس باوئر، کاسپر آندریاس و کریستن جانستون ایفای نقش کرده‌اند.